# Птітім
Птітім (івр. פתיתים, букв. «клаптики») — це підсмажені макарони у формі маленьких кульок, розроблені в Ізраїлі в 1950-х роках, коли рис був дефіцитним через політику жорсткої економії в Ізраїлі.

## Історія

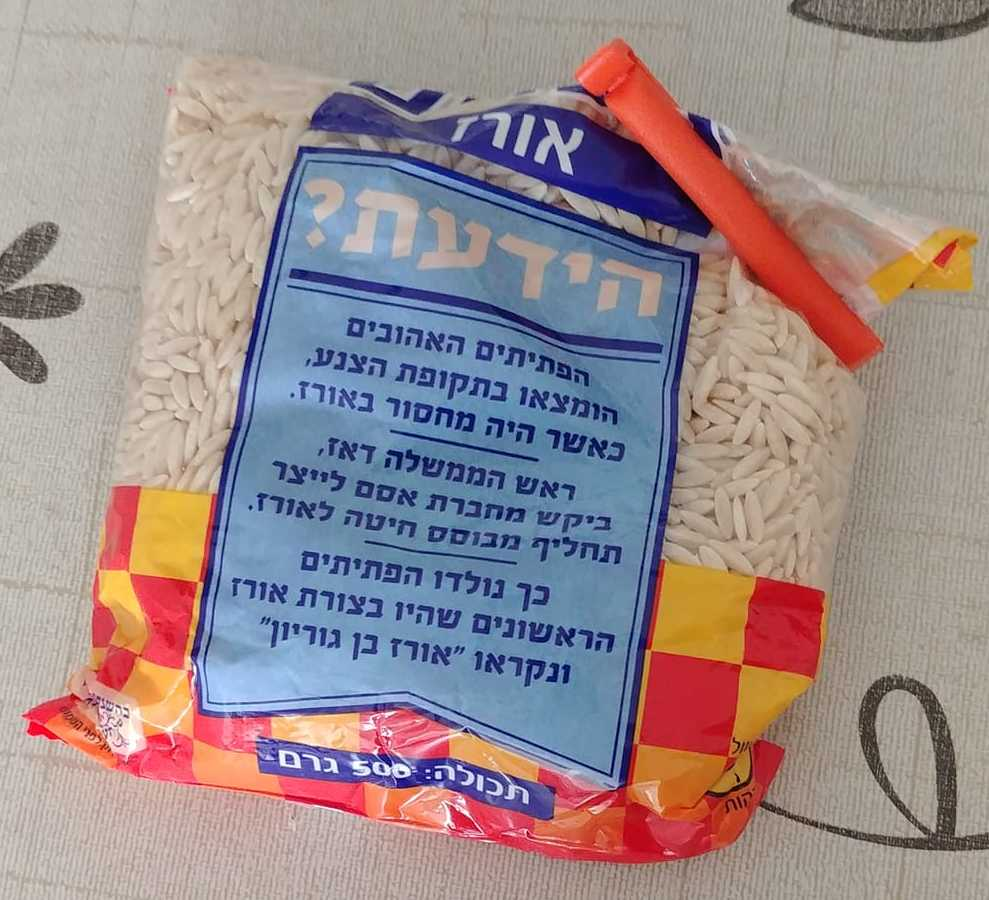
Оригінальна форма птітім «Рис Бен-Ґуріона»

Птітім створили в 1953 році під час періоду жорсткої економії в Ізраїлі. Перший прем'єр-міністр Ізраїлю Давид Бен-Ґуріон попросив Ойґена Пропера, одного із засновників харчової компанії «Осем», розробити замінник рису на основі пшениці. Компанія прийняла цей виклик і розробила птітім, які виготовляються з борошна твердих сортів пшениці та підсмажуються в духовці. Спочатку птітім вироблявся у формі рису, але після успіху компанія також почала виробляти сорт у формі кульок, схожі на кускус. Тому птітім іноді називають «рисом Бен-Гуріона».

## Приготування
Птітім виготовляється шляхом екструзії тіста через круглу форму перед тим, як його розрізають і підсмажують, що надає йому однорідної натуральної зернистої форми та характерного горіхового смаку. На відміну від звичайних видів макаронних виробів і кускусу, птітім із самого початку виготовлявся на заводі, і тому його рідко можна побачити вдома з нуля. Магазинний продукт готується легко і швидко.
В Ізраїлі птітім популярний серед дітей, які їдять його просто або змішаним зі смаженою цибулею і томатною пастою. Птітім тепер випускається у формі кільця, зірки та серця для додаткової привабливості. Різновиди, виготовлені з цільнозернового борошна та борошна зі спельти, також доступні для споживачів, які піклуються про своє здоров'я. Птітім також популяризували в інших країнах, а в Сполучених Штатах його можна знайти в меню сучасних американських кухарів і на ринках гурманів.

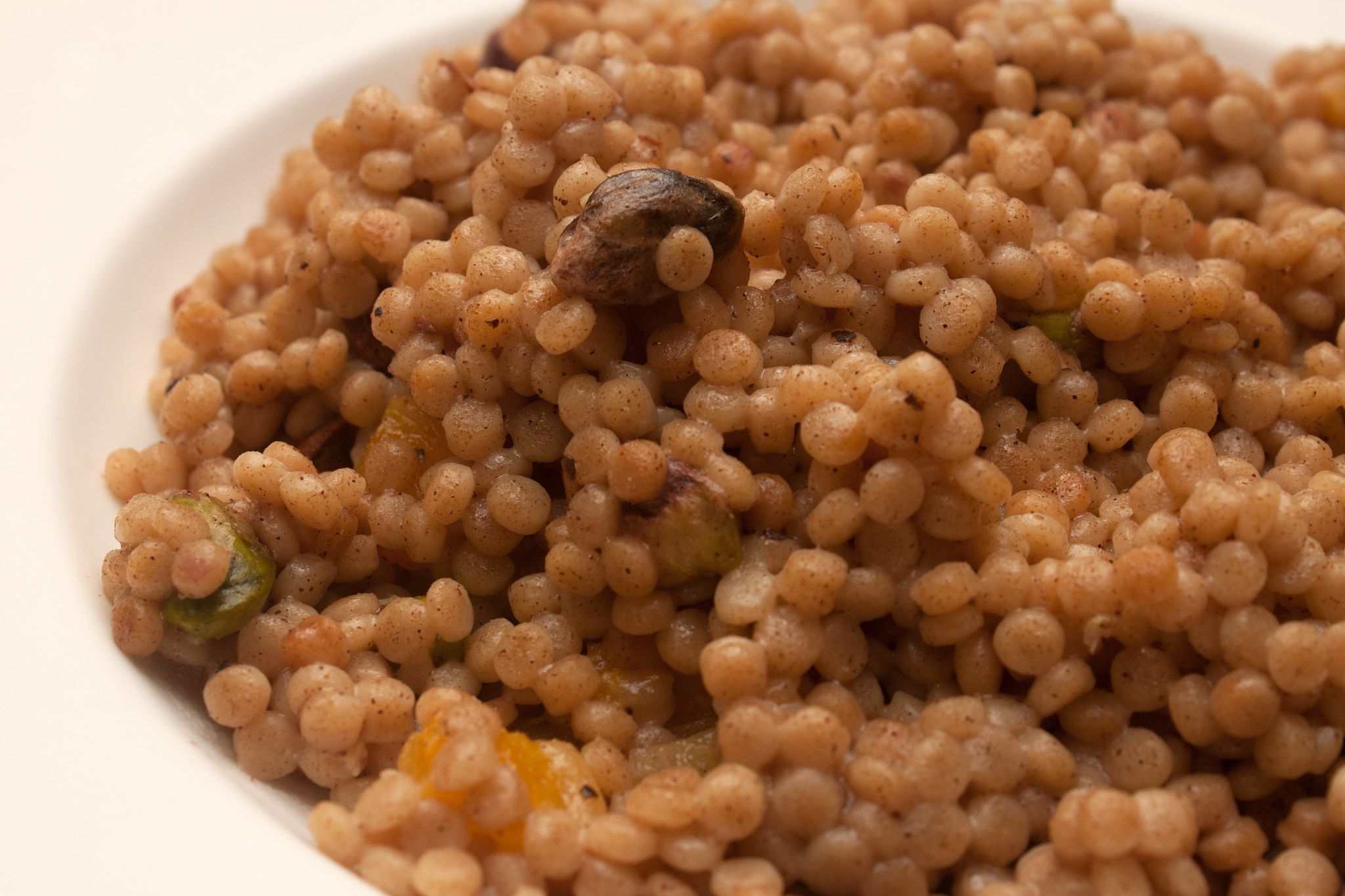
Птітім у стилі кускус, приготовлений як страва ізраїльської кухні

Птітім можна використовувати в багатьох різних стравах, як гарячих, так і холодних. Зерна зберігають форму і текстуру навіть при повторному нагріванні, не злежуються. Зазвичай птітім готують з пасерованою цибулею або часником (можна додати овочі, м'ясо, курку або ковбасу). Зерна птітіму можна трохи обсмажити перед додаванням води. Їх також можна запікати, додавати в суп, подавати в пирогах, використовувати для начинки або готувати як різотто. Птітім також можна використовувати в інших стравах як замінник макаронів або рису. Американський шеф-кухар Чарлі Троттер розробив низку рецептів вишуканих страв на основі птітіму, навіть десерт.

## Подібні продукти
Птітім дуже схожий на ашкеназький фарфель, який привезли до Ізраїлю євреї-ашкеназі з Європи на початку 1800-х років, і обидва часто замінюють один одного.
Кругла форма птітім нагадує форми левантійського «перлового» кускусу, який передував йому, і який відомий як «мограбіє» в Йорданії, Лівані та Сирії, або як «мафтул» у палестинській кухні. У той час як левантійська страва — це кускус із покриттям, птітім — це екструдована паста, і ці дві страви дуже відрізняються за смаком і приготуванням.
Птітім також схожий на берберський беркукес (він же «абазин») і сардинську фрегулу, але вони також, на відміну від птітіму, є рулонними продуктами з покриттям. Птітім також нагадує деякі продукти сімейства пастіни, зокрема «ачіні-ді-пепе», «орзо» («різоні») і «стелліні». Однак, на відміну від пастіни, зерна птітіму попередньо запікаються/підсмажуються, щоб надати їм жувальної текстури та горіхового смаку.